# Web Services Flow Language
Le Web Services Flow Language est un langage inventé par IBM. Ce langage s'attaque à un problème clé des services Web : la description de l'enchaînement des traitements sur la multitude d'applications réparties.

Une fois qu'un business process définissant les diverses opérations élémentaires à exécuter pour mener une tâche est défini, l'enchaînement des opérations est alors traduit dans ce dialecte XML.
À l'instar de WSDL, WSFL ne sert donc pas à définir le processus mais sa mise en œuvre.